# Nicolas Beney
Nicolas Beney (* 14. September 1980) ist ein ehemaliger Schweizer Fussballtorhüter. Er beendete seine Karriere im Jahr 2010.

## Karriere
Nach seiner Jugendkarriere unter anderem beim Yverdon-Sport FC und beim FC Sion begann Beney seine Profikarriere bei ersterem Club. Später spielte er in Schaffhausen und beim FC Sion. Mit dem FC Wil stieg er in die NLA auf und wurde 2004 Cupsieger. Im Final gegen die Grasshoppers fehlte Beney aufgrund einer Verletzung. Später spielte er noch bei Vaduz, Yverdon, Aarau und Baulmes, bevor er wieder nach Sion wechselte. Dort spielte er meistens in der zweiten Mannschaft, war in der ersten Mannschaft oftmals nur Ersatz und beendete seine Karriere im Jahr 2010. 2009 führte er den FC Sion mit zwei gehaltenen Penaltys im Penaltyschiessen in den Cupfinal. Diesen gewannen die Sittener schliesslich, aber ohne Beney, der damals nur Ersatztorhüter war.
Er ist der Vater der Fussballspielerin Iman Beney.